# Triệu Thái
Triệu Thái (1370 – ?) là một vị quan thời Lê trong lịch sử Việt Nam 

## Thân thế và sự nghiệp
Người xã Hoàng Chung, huyện Lập Thạch. Nay là thôn (làng) Hoàng Chung, xã Đồng Ích, huyện Lập Thạch, tỉnh Vĩnh Phúc. Ông là người khai Đại khoa ở huyện Lập Thạch, tỉnh Vĩnh Phúc. Sau khi ông mất được ban tên thuỵ là Cự Tuấn, được dân xã Hoàng Chung suy tôn, phối thờ ở đình làng cùng với 3 vị thành hoàng làng là Đông Nha Tam Vị Đại Vương và được triều đình phong “Thần”. Tên ông có trong ba đạo sắc hợp phong và một đạo biệt phong là sắc triều Nguyễn, thờ ở đình. Gia tộc họ Triệu cũng từ đó lập đền thờ và tổ chức lễ giỗ vào ngày 27/2 âm lịch hàng năm để tưởng nhớ công ơn của Lưỡng quốc Trạng nguyên (Tiến sĩ) Triệu Thái.
Thời đó, sau sự thất bại của cuộc kháng chiến của nhà Hồ, nước ta bị giặc Minh đô hộ, chỉ là quận huyện, không được mở khoa thi Tiến sĩ, vì vậy ông Triệu Thái phải lặn lội sang tận kinh đô Trung Quốc là Yên Kinh (Bắc Kinh ngày nay) để ứng thí và thi đỗ Tiến sĩ dưới triều vua Minh Thành Tổ (Niên hiệu Vĩnh Lạc: 1402 – 1424), làm quan đến chức Hàn lâm học sĩ.
Khi nghe tin Lê Lợi khởi nghĩa ở Lam Sơn, ông lấy cớ xin về nước thăm non cha mẹ, theo vua dựng nghĩa. Năm 1428, khi nước nhà đã giành độc lập, ngày 25 tháng 2 ÂL năm Kỷ dậu (1429), Lê Thái Tổ mở kỳ thi đại khoa chọn kẻ hiền sĩ, có đạo đức, học vấn uyên bác, tinh thông văn sử (Minh Kinh) trong nước ra làm quan phò giúp triều đại mới, ông lại ra ứng thí, rồi đỗ đầu (Lúc này nhà Lê chưa lấy chức vị trạng nguyên cho thủ khoa khoa Tiến sĩ), là khai khoa của vương triều Lê Sơ và nhận chức quan Thị Ngự sử.
Theo tộc phả họ Triệu bắng chữ Nho được trưởng tộc Triệu Lễ chép lại còn lưu lại tại đền thờ Người ở Hoàng Trung, Đông Ích, Lập Thạch, Vĩnh Phúc có những bức hoành phi:
– Lưỡng quốc tiến sĩ
– Định quốc điều luật
Câu đối tiêu biểu có câu:
Hốt văn yên thượng mã lai, Việt trí báo văn khôi vị Bắc.
Hỷ kiến Lam trung long khởi chứ, thân hổ trân biểu giang Nam
Có thể hiểu: Từng nghe trên yên người vì, vui đất Việt đỗ đầu đất Bắc.
Mừng thấy rồng trời Lam dậy, vào trận bút rạng rỡ sông Nam.
“Lưỡng quốc Hạnh lâm trung hòa hiếu/ Cổ kim lưu phương hậu duệ tòng “.
Có thể hiểu: Đỗ tiến sỹ hai triều đức hạnh hội đủ trung hòa hiếu,
Danh thơm thông cổ kim con cháu muôn đời noi theo.
Nhất là trong sách “Đại Nam nhất thống chí: “Triệu Thái người xã Sơn Đông (nhầm mà là xã Hoàng Trung) huyên Lập Thạch đời Vĩnh lạc nhà Minh đỗ tiến sỹ làm hàn lâm viện học sỹ. Biết tin ở nước nhà Lê Lợi dấy binh khởi nghĩa cáo quan về nước”, tất nhiên trong tình thế hai nước đang nước sôi lủa bỏng không phải là dễ, nhưng nói về khả năng thì không thể nói mọi khả năng như đinh đóng cột được".
Về sau, ông được Hoàng đế Lê Lợi giao cho việc định ra bộ Quốc triều điều luật (Tiền thân của bộ Luật Hồng Đức) của nhà Lê và được phụng mệnh đi sứ nhà Minh đòi đất. Đại Việt sử ký toàn thư ghi: “Mùa đông tháng 10, sai sứ sang nhà Minh (Yên Kinh), cử Thị ngự sử Triệu Thái sang tâu việc địa phương Châu Khâm”. “Việt sử thông giám cương mục” cũng ghi: “Bấy giờ Triệu Nhân Chính, trị châu Long Châu ủy thác cho bọn đầu mục Lữ Thông thống lĩnh hơn 1000 quân xâm lấn châu Hạ Tư lang cướp bóc lung tung người và các súc vật. Các đại thần xin sai Triệu Thái sang nhà Minh tâu bày về việc này”.
Ngoài ra, ông còn được cử làm giám thí khoa thi Tiến sĩ niên hiệu Đại Bảo thứ 3 (1442), khoa thi lấy đỗ trạng nguyên đầu tiên của triều Lê với nhiều hiền sĩ như Nguyễn Trực,.... Trong văn bia ở bia tiến sỹ khoa Nhâm Tuất, niên hiệu Đại Bảo 3 (1442) – Văn bia có khắc câu "Hiền tài là nguyên khí quốc gia" của Thân Nhân Trung có ghi: “…Lúc ấy Đề điệu là Thượng thư tả bộ xạ Lê Văn Linh Thượng thư Tả bộ xạ làm đề điểu, Giám thí là Ngự sử đài thị ngự sử Triệu Thái,…”.
Khi về già, nhận thấy trong triều đình nhiều rối ren, nhiều công thần khai quốc như Ức Trai Nguyễn Trãi, Trần Nguyên Hãn, Lế Sát,... bị hại, ông cáo lão từu quan về quê nhà Hoàng Chung. Trong thời kỳ này ông có công lao lớn với dân làng là ông đã quy hoạch làng Hoàng Chung với một con đường ở bìa làng, nối liền 2 làng cổ là Đại Lữ và Tiên Lữ giữa cánh đồng chiêm trũng, các ngõ rẽ đều vuông góc với đường trục, có khoảng cách hai nhà giáp lưng vào nhau, tạo thành ngõ xương cá, rất tiện cho sinh hoạt và trị an. Giáp đường về mặt phía Tây Nam, chia thành từng ô lấy đất đắp nền làng, trồng tre chắn gió, rào làng. Các ô đất trũng trở thành ao, dân làng chuyên cấy rau cần về mùa đông, cũng là một nguồn thu lợi về kinh tế.
Hiện nay, tên của Ông được lưu danh tại Văn miếu Tỉnh Vĩnh Phúc và được đặt cho một tên ngôi trường ở huyện Lập Thạch, một con đường ở thành phố Vĩnh Yên, tỉnh Vĩnh Phúc.
Ông là ông nội của tiến sĩ Triệu Tuyên Phù.
Ông là ông nội của tiến sĩ Triệu Tuyên Phù.